# Azotan cynku
Azotan cynku, Zn(NO3)2 – nieorganiczny związek chemiczny, sól kwasu azotowego i cynku. Jest dobrze rozpuszczalny w wodzie. Występuje w postaci uwodnionej – Zn(NO3)2·H2O.